# Ataque al puerto de Berdiansk

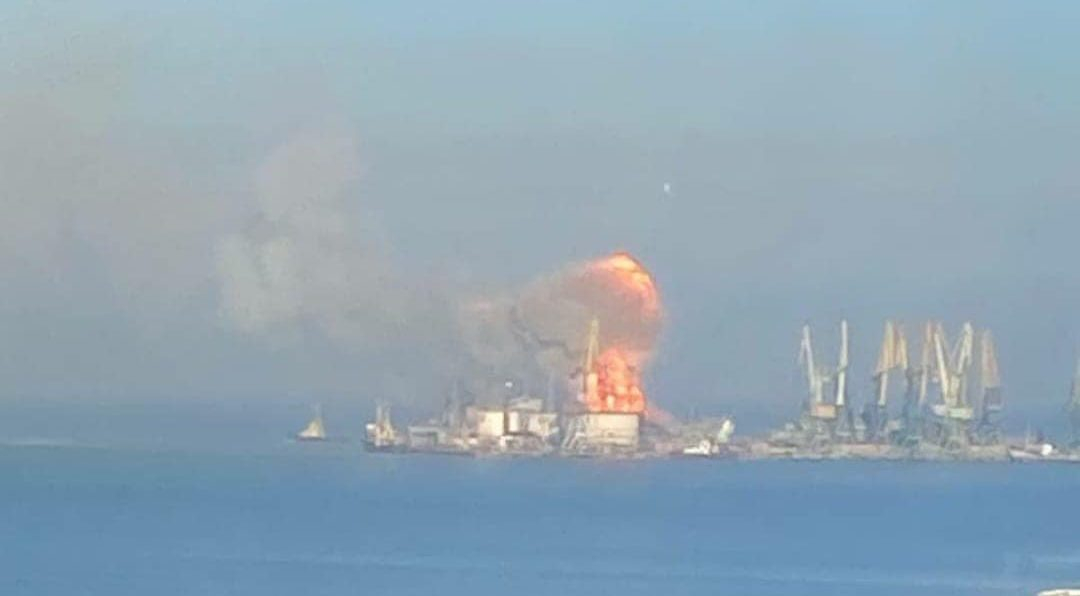
Barcos en llamas en Berdiansk

El ataque al puerto de Berdiansk fue un ataque llevado a cabo por las fuerzas ucranianas contra barcos de la Armada rusa amarrados en el puerto de Berdiansk el 24 de marzo de 2022, durante la invasión rusa de Ucrania. El buque de desembarco de la clase Alligator Sarátov fue destruido, y dos buques de desembarco de la clase Ropucha sufrieron daños, pero pudieron abandonar el puerto. La destrucción del Sarátov fue, hasta la fecha, la mayor pérdida naval sufrida por Rusia desde el comienzo de la invasión, y uno de los éxitos más significativos de Ucrania.

## Captura y ocupación de Berdiansk
El 26 de febrero, las tropas rusas capturaron el puerto de Berdiansk y el aeropuerto de Berdiansk. Al día siguiente, el ejército ruso había tomado el control total de la ciudad.
A partir del 14 de marzo, el puerto fue utilizado como un centro logístico por los rusos para apoyar su ofensiva en el sur de Ucrania y, en particular, el sitio de Mariúpol. El 21 de marzo, el medio de comunicación ruso Zvezda informó sobre la llegada de transportes anfibios a Berdiansk. Un oficial de la marina rusa lo describió como «un evento histórico que abrirá posibilidades logísticas a la Flota del Mar Negro».

## Ataque
El ataque ocurrió a las 7:45 del 24 de marzo. El fuego a bordo del buque de desembarco de la clase Alligator Sarátov causó una gran explosión, ya que el buque aparentemente estaba cargado de municiones. La explosión causó daños a dos barcos de desembarco cercanos de la clase Ropucha, el Tsézar Kunikov y el Novocherkassk. Ambos barcos escaparon del puerto mientras luchaban contra sus propios incendios, y más tarde regresaron a Crimea. Otros daños incluyeron grandes tanques de petróleo en el muelle y un barco mercante cercano que había estado amarrado allí desde antes de la invasión, los cuales todavía estaban ardiendo al día siguiente.
Inicialmente se informó que el ataque se llevó a cabo con un misil balístico táctico OTR-21 Tochka, pero ciertas fuentes afirmaron que se empleó un avión no tripulado Bayraktar TB2.

## Consecuencia
Las imágenes satelitales confirmaron más tarde que el Sarátov se había hundido en el puerto, con su superestructura visible sobre la superficie. Fuentes ucranianas afirmaron que 8 tripulantes murieron en el Tsézar Kunikov y 3 en el Novocherkassk, pero no se informaron pérdidas en el Sarátov.
La inteligencia británica evaluó que el hundimiento del Sarátov dañaría la confianza de la Armada rusa para operar cerca de la costa ucraniana. Al 31 de marzo, no se habían observado más intentos de reabastecimiento con buques anfibios, según el Departamento de Defensa de los Estados Unidos.